# Гуда, Александр Васильевич
Александр Васильевич Гуда — участник Великой Отечественной войны, командир партизанского отряда «Отважный—2».

## Биография
До Великой Отечественной войны работал председатель Неклиновского райисполкома, затем — первый  секретарь Неклиновского райкома ВКП(б).
В августе 1943 года в качестве командира партизанского отряда «Отважный—2» участвовал в освобождении Таганрога.